# Zenekar vagy DJ? (Így jártam anyátokkal)
A Zenekar vagy DJ? az Így jártam anyátokkal című televízió-sorozat nyolcadik évadának tizenharmadik epizódja. Eredetileg 2013. január 14-én vetítették, míg Magyarországon 2013. október 28-án.
Ebben az epizódban Robin azt tanácsolja Barneynak, hogy kérje az apja engedélyét is, mielőtt férjhez menne hozzá. Eközben Ted az érzéseit azzal palástolja, hogy teljesen rabjává válik az esküvőszervezésnek.

## Cselekmény
Az előző epizód eseményeit követően Ted kap egy SMS-t arról, hogy Robin és Barney eljegyezték egymást. Jövőbeli Ted elmondja, hogy az eljegyzésük híre egy boldog pillanat volt az egész csapat számára, de egyvalamelyikük egyáltalán nem volt boldog.
Három nappal később Marshall és Lily aggódva mesélik a többieknek, hogy Marvinnak szorulása van és emiatt egyfolytában sír. Amikor megérkezik Robin is, Lily felajánlja, hogy segít az esküvőszervezésben, de Robin azt mondta, hogy már intézi. Lily szerint először időpontot kell választani, amire Ted rögtön rávágja, hogy 2013. május 25. Kiderül, hogy Ted már felajánlotta a segítségét az esküvőszervezésben, és az Farhamptonban lesz, éppen ott, ahonnét Ted megszöktette annak idején Victoriát. Még a színválasztást is elintézte. A dühös Lily ezt hallva egyből nekiugrik Tednek.
Robin úgy érzi, minden rendben van, Barney pánikrohamai is ritkulnak. Viszont megtudta tőle, hogy a lánykérés előtt nem kérte az apja engedélyét, ezért elhatározták, hogy együtt ebédelnek vele. Robin már előre rettegett keményfejű és vasakaratos apjától, aki a találkozókor meglepően furcsán viselkedett. Megölelte Robint, és elmondta, hogy már 8 hónapja New Yorkban él (amiről nem is tudott), és barátnője is van, akinek hatására "laza" lett. Barney bemutatkozott, ekkor Robin apja leszólta a szőke haja miatt, mert szerinte felnőtt férfiak nem lehetnek szőkék.
Mikor ezt Robin elmeséli, megérkezik Barney és azt mondja, hogy ő zenekart szeretne az esküvőn. Ted közbeszól, hogy nem zenekar kell oda, hanem DJ. Robin ekkor közli, hogy még semmit le sem foglalt, hiszen az apjától nem kaptak engedélyt. Barney azt mondja, ne aggódjon, mert van egy terve. Másnap csak ő és Robin apja találkoznak az étteremben, Barney pedig feketére festette a haját. Elmondja, hogy nagyon komolyak a szándékai, amire Robin apja csak annyit mond, hogy amikor ő megkérte Robin anyjának a kezét, puszta kézzel ölt meg egy egész medvecsaládot, aztán a húsukat és a szőrméjüket a tisztelet jeléül felajánlotta leendő apósának. Barney ettől komolyan megretten.
Miközben Marshall és Lily a még mindig szorulásos Marvin miatt aggódnak, kiderül, hogy a Lilyék által javasolt zenekarnak nem jó a május 25-e, ezért Ted ismét előáll a DJ-vel. Robint az apja ismerősnek jelöli a Facebook-on, és a barátai tanácsa ellenére végül visszaigazolja. Közben Barney lakásán Robin apja le akar lőni egy nyulat, amit Barney ellenez, mert már nemcsak hogy megszerette, de nevet és háttértörténetet is adott neki. Ekkor megérkezik Robin is és megkérdezi az apját, hogy miért házas a kapcsolati állapota a Facebookon. Kiderül, hogy az apja titokban megnősült, ami Robint rendkívül feldühíti. Mivel az apja nem akarta a magánéletébe beavatni, ezért bejelenti, hogy ő és Barney egyébként már eljegyezték egymást, és nem fogja meghívni az esküvőjére.
Közben Lily rájön, hogy Ted volt az, aki "kibérelte" a zenekart az esküvő napjára, hogy ne tudjanak jönni. Szerinte Robin jobbat érdemel, mint egy zenekar, akik megbízhatatlanok, a tagjaik minden lánnyal lefeküdtek már, és egyébként is. Lily a tetőre viszi Tedet, hogy erről beszéljenek. Szeretné, ha elmondaná neki, hogy igazából mennyire gyűlöli ennek az esküvőnek a gondolatát, amit Ted kezdetben tagad, és azt mondja, hogy végső soron ő hozta őket össze. Lily szerint ez lehet, hogy így van, de azóta már biztosan megbánta a döntését és fáj neki. Jövőbeli Ted ekkor közbeveti, hogy rengeteg fájdalmas dolog történt vele az élete során, de az az SMS milliószor jobban fájt mindennél. Lily szerint csak azért mondogatja folyamatosan, hogy boldog, mert ha az ellenkezőjét tenné, ő lenne a legszörnyűbb ember a tetőn. De elmondja neki, hogy van nála sokkal rosszabb is: ő maga. Sokszor járt az az eszében, hogy bárcsak ne lenne anya, és néha csak összepakolná a holmijait és eltűnne örökre. Ted ekkor végre kiböki, hogy Robinnak mellette lenne a helye és nem Barney mellett. Megkérdi Lilyt, hogy igazat mondott-e, aki erre azt mondja, hogy igen, mert ugyan szeret anya lenni és szereti Marvint is, de a művészet nagy szerepet töltött be az életében eddig, és most már egyáltalán nincs rá ideje. A munkában is minden idejét gyerekekkel tölti, és amikor hazaér, akkor is ugyanez a helyzet. Ted megkérdezi, beszélt-e ezekről az érzéseiről Marshallal? Lily visszakérdez: ő beszélt azokról Robinnal? Szerinte mindkettejüknek el kell fogadnia a változásokat az életükben.
Eközben a lakásban Marshall megnézi Marvin pelenkáját, ami üres. Majd Marvin vigyorogni kezd, és Jövőbeli Ted eufemizmusával élve "konfettiesővel" árasztja el Marshallt.
Aznap este Robin ismét találkozik az étteremben az apjával, aki közli, hogy "jóvátételként" beadta a válópert. Megkérdi, mit szeretne, amire Robin azt mondja, hogy egy normális apát. Szeretné, ha megadná az engedélyt, eljönne az esküvőre, az oltár elé vezetné őt és táncolna vele. Robin ezt később elmeséli Tednek is, és azt mondta, hogy Barney fantasztikus és tényleg szereti őt, mert ő volt az első ember, aki rá tudta bírni az apját, hogy kérjen bocsánatot. Ted szerint Barney őrült lett volna, ha nem ezt teszi, és örül nekik, de DJ-nek kell lennie zenekar helyett. Jövőbeli Ted szerint aznap este elég komoly vitájuk volt, de végül Robin győzött és zenekart hívtak.
Négy hónappal később Ted teljesen véletlenül találkozott a metrón Cindyvel és az élettársával. Elpanaszolta nekik, hogy a zenekar, akit hívni akartak, visszamondta, és most újat keresnek. Cindy elmondja, hogy aznap villásreggelizett az ex-lakótársával, aki azt mondta, hogy még mindig zenél és épp ráérnek az esküvő hétvégéjén. Ted szerint hatalmas szerencse, hogy így találkoztak.Jövőbeli Ted szerint azonban ez több volt, mint szerencse, mert ha Barney és Robin megfogadták volna a hülye tanácsát, és DJ-t hívtak volna az esküvőre, sosem találkozott volna a leendő feleségével – aki az esküvőn fellépő zenekar basszusgitárosa volt.

## Kontinuitás
- Miközben Ted az esküvői tervekről beszél az epizód elején, Lily a "számomra halott vagy" tekintettel néz rá.
- Barney a "Romboló építész" című részben is egy nyulat kezdett el pesztrálni.
- A montázsban, ami arról szól, hogy mi minden fájt Tednek, a következőek láthatók:
  - Egy gyerek tökönvágta őt ("A bunyó")
  - Natalie leütötte ("Az ing visszatér")
  - Leesett a székről, miközben Robinnak énekelt a telefonba ("Az ananász incidens")
  - Leütötték a bárban ("Nincs holnap")
  - Leszedték a tetoválását ("Tíz alkalom")
  - Barney leüti Tedet ("A bunyó")
  - Ted harcol a kecskével ("Az ugrás")
  - Öklös ütögeti ("Glitter")
  - Barney tökönvágja ("Utolsó szavak")
  - Forró levest önt magára meztelenül ("Most már döntetlen")
  - Robin megmondja neki, hogy nem szereti ("Nem sürgetlek")
- A montázs alatt a Cheap Trick "Voices" című számának feldolgozása szól, amit Ted "Az ananász incidens" című epizódban a telefonon keresztül énekelt Robinnak.
- Lily azt a zenekart akarja leszervezni, akik az "Életem legjobb bálja" című részben szerepeltek.
- A "Nagy napok" című részben Ted azt állítja, hogy Cindy később anya lesz. Ebben az epizódban egy babakocsi látható mellette.
- Először kerül pontosan meghatározásra az esküvő időpontja.

## Jövőbeli visszautalások
- Lily művészet iránti elkötelezettsége mint munka "A hamutál" című epizódban lesz kisebb feszültség forrása.
- Az előretekintés megmutatja, hogy Barney és Robin tényleg össze fognak házasodni, annak ellenére, hogy "Az oltár előtt" című részben komoly kételyek merülnek fel ezzel kapcsolatban. Ez az előretekintés az "Örökkön örökké" című részben látható.

## Érdekességek
- 2013. május 25. egy szombati nap volt, az esküvő viszont vasárnap este 6 órakor zajlott. Természetesen lehet, hogy később csúsztattak az időponton.
- Robin apja azt állítja, hogy a nyolcvanas években a CIA-nek dolgozott. Mivel azonban sosem hagyta el Kanadát, és kanadai állampolgár is volt, ezért legfeljebb az ottani hírszerzésnek, a CSIS-nek dolgozhatott.
- Ted "A kezdetek" című epizódban még zenekart szeretett volna a saját esküvőjére.
- Cobie Smulders feltehetőleg beteg volt ennek az epizódnak a forgatása során, a hangja ugyanis kissé rekedtes.

## Vendégszereplők
- Ray Wise – Robin Scherbatsky Sr.
- Rachel Bilson – Cindy
- Kaylee Anne DeFer –  Casey

## Fordítás
- Ez a szócikk részben vagy egészben  a   Band or DJ? című angol Wikipédia-szócikk ezen változatának fordításán alapul.  Az eredeti cikk szerkesztőit annak laptörténete sorolja fel. Ez a jelzés csupán a megfogalmazás eredetét és a szerzői jogokat jelzi, nem szolgál a cikkben szereplő információk forrásmegjelöléseként.